# Вітебська область
Ві́тебська о́бласть (біл. Ві́цебская во́бласць, рос. Витебская область) — адміністративно-територіальна одиниця розташована на півночі Білорусі. Адміністративний центр — Вітебськ. Станом на 2019 рік в регіоні проживало 1,135,731 населення. Вона має найнижчу щільність населення в Білорусі — 30,6 осіб/км².
Важливими містами регіону є Вітебськ, Орша, Полоцьк і Новополоцьк.

## Географія
Вітебська область межує з Псковською і Смоленською областями Росії на сході, на півдні з Мінською і Могильовською областями, на заході і півночі з Гродненською областю, а також Вільнюським та Даугавпілським повітами Литви та Латвії.
Площа області становить 40,1 тис. км², населення — 1,231 млн осіб (2009). 

## Адміністративний поділ
Станом на 1 січня 2007 року в області на 21 район, 19 міст, 24 селища міського типу, 249 сільських рад, 6458 сіл. Найбільша кількість сіл в Браславському районі — 628, найменша — 135 в Россонському районі.

## Найбільші міста
Міста з населенням понад 20 тисяч осіб:
| Назва міста | Населення, осіб (2009) |
| ----------- | ---------------------- |
| Вітебськ    | 347500                 |
| Орша        | 122200                 |
| Новополоцьк | 101000                 |
| Полоцьк     | 83700                  |

## Населення
Станом на кінець 2006 року (останні офіційні дані) населення області становило 1 283,2 тисяч чоловік. З них 368,3 тисячі (28,7 %) — сільські мешканці, в містах і міських селищах проживали 914,9 тисяч (71,3 %) чоловік. Чоловіків — 46,5 %, жінок —53,5 %. Дітей до 16 років — 194,7 тисяч, дорослик в працездатному віці — 790,6 тисяч, пенсіонерів —297,9 тисяч. Природне зменшення населення в 2006 році склало мінус 7,3 на тисячу чоловік (серед міського населення мінус 3,3, сільського мінус 16,9).
В середньому в економіці було зайнято 548,9 тисяч чоловік: на держпідприємствах 55,8 %, в приватному секторі — 43,7 %. В промисловості 24,3 %; сільському господарстві 11,6 %; в транспорті 6,6 %; будівництві 7,9 %; торгівлі і громадському харчуванні 12,1 %; охороні здоров'я і соціальному забеспеченні 8,1 %; освіті 11,2 %; побутовому обслуговуванні 0,8 %; юриспруденції 3,3 %; культурі 1,8 %.
Дитячі дошкільні заклади відвідували 46 тисяч дітей, навчались в школах, ліцеях і гімназіях 149,1 тисяч, отримували профтехосвіту 17 тисяч, середню спеціальну 19,8 тисяч, були студентами ВУЗів 34,8 тисяч чоловік.

### Національний склад
| Національність | Перепис 1926 | Перепис 1939 | Перепис 1959 | Перепис 1970 | Перепис 1979 | Перепис 1989 | Перепис 1999 | Перепис 2009 |
| -------------- | ------------ | ------------ | ------------ | ------------ | ------------ | ------------ | ------------ | ------------ |
| Білоруси       |              | 1 061 754    | 1 036 550    | 1 131 584    | 1 133 027    | 1 119 479    | 1 129 141    | 1 047 978    |
| Росіяни        |              | 101 041      | 118 816      | 167 656      | 187 016      | 213 911      | 187 872      | 124 958      |
| Українці       |              | 15 658       | 11 636       | 19 819       | 23 757       | 26 148       | 21 926       | 14 557       |
| Поляки         |              | 11 515       | 83 800       | 24 876       | 17 308       | 25 266       | 21 003       | 11 141       |
| Євреї          |              | 77 173       | 18 987       | 17 343       | 15 080       | 12 702       | 4 633        | 2 127        |
| Роми           |              | 709          | …            | 1 100        | 1 274        | 1 716        | 1 598        | 1 186        |
| Вірмени        |              | 411          | …            | 335          | 342          | 571          | 1 431        | 1 149        |
| Татари         |              | 1 221        | 1 248        | 1 544        | 1 413        | 1 538        | 1 260        | 822          |
| Азербайджанці  |              | 152          | …            | 203          | 259          | 726          | 834          | 646          |
| Литовці        |              | 1 863        | …            | 1 138        | 1 027        | 1 079        | 917          | 624          |
| Молдовани      |              | 76           | …            | 232          | 409          | 720          | 649          | 522          |
| Латиші         |              | 4 522        | …            | 909          | 788          | 759          | 755          | 499          |
| Грузини        |              | 375          | …            | 186          | 207          | 341          | 384          | 285          |
| Німці          |              | 882          | …            | 232          | 353          | 476          | 639          | 268          |
| Чуваші         |              | 347          | …            | 359          | 405          | 531          | 396          | 221          |
| Всього         |              | 1 281 238    | 1 276 113    | 1 370 006    | 1 385 372    | 1 409 909    | 1 377 161    | 1 230 821    |

| Білорусь | Це незавершена стаття з географії Білорусі. Ви можете допомогти проєкту, виправивши або дописавши її. |